# Pseudomacrochenus
Pseudomacrochenus – rodzaj chrząszczy z rodziny kózkowatych i podrodziny zgrzypikowych. 

## Zasięg występowania
Przedstawiciele tego rodzaju występują w Indiach, Chinach oraz Azji Południowo-Wschodniej.

## Systematyka
Do Pseudomacrochenus należy 6 gatunków:
- Pseudomacrochenus affinis
- Pseudomacrochenus albipennis
- Pseudomacrochenus antennatus
- Pseudomacrochenus oberthueri
- Pseudomacrochenus spinicollis
- Pseudomacrochenus wusuae